# Fred Martini
Fred Martini (* 18. Oktober 1950 in Innsbruck) ist ein früherer österreichischer Skeletonfahrer. Er startete für den 1. Österreichischen Skeletonclub Innsbruck.
Der größte Erfolg in seiner sportlichen Karriere war der Gewinn der Bronzemedaille hinter Nico Baracchi und Andy Schmid bei der Skeleton-Europameisterschaft 1984 in Winterberg.